# Liste der Monuments historiques in Feneu
Die Liste der Monuments historiques in Feneu führt die Monuments historiques in der französischen Gemeinde Feneu auf.

## Liste der Bauwerke
| Bezeichnung                    | Beschreibung                  | Standort | Kennzeichnung | Schutzstatus | Datum | Bild |
| ------------------------------ | ----------------------------- | -------- | ------------- | ------------ | ----- | ---- |
| Kapelle des Schlosses Montriou | Erbaut im 15. Jahrhundert     | (Lage)   | PA00109102    | Classé       | 1964  |      |
| Wassermühle                    | Erbaut ab dem 18. Jahrhundert | (Lage)   | PA49000035    | Inscrit      | 2002  |      |

## Liste der Objekte
- Monuments historiques (Objekte) in Feneu in der Base Palissy des französischen Kultusministeriums